# 蘭嶼粉藤
蘭嶼粉藤（学名：Cissus lanyuensis）为葡萄科粉藤屬下的一个种。